# Dromaiidae
Dromaiidae là một họ chim trong bộ Struthioniformes.

## Phân loại học
- Chi Dromaius
  - Dromaius novaehollandiae (Latham, 1790) 
    - D. n. diemenensis (Tuyệt chủng 1817)
    - D. n. novaehollandiae
    - D. n. rothschildi
    - D. n. woodwardi

  - Dromaius ater† Vieillot, 1817 — éteint vers 1805
  - Dromaius baudinianus† S.A. Parker, 1984 — éteint en 1827
- Chi Emuarius - « emuwaries » (hóa thạch)
  - Emuarius guljaruba (Oligocene- Miocene)
  - Emuarius gidju (Miocene)

## Hình ảnh

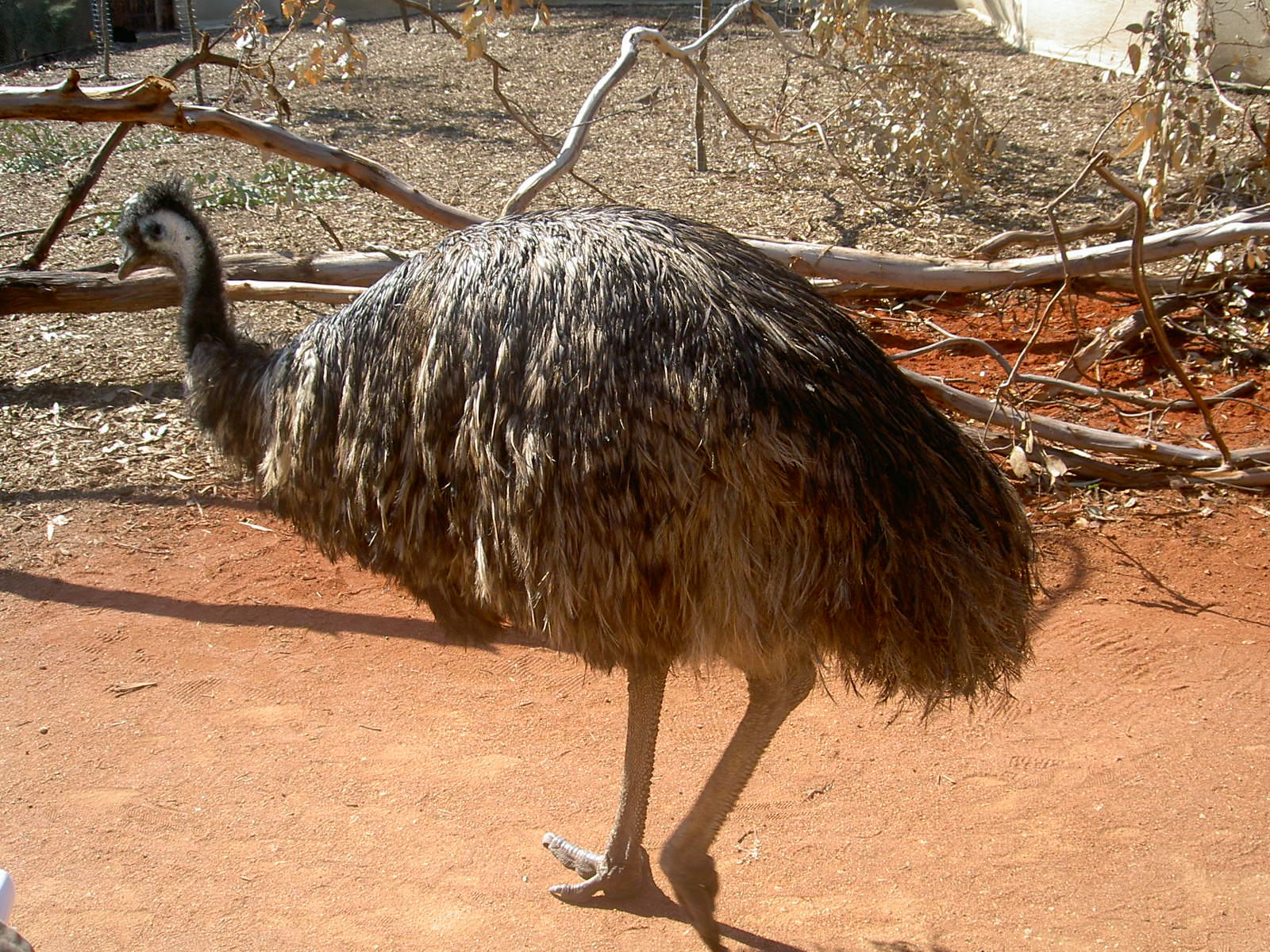
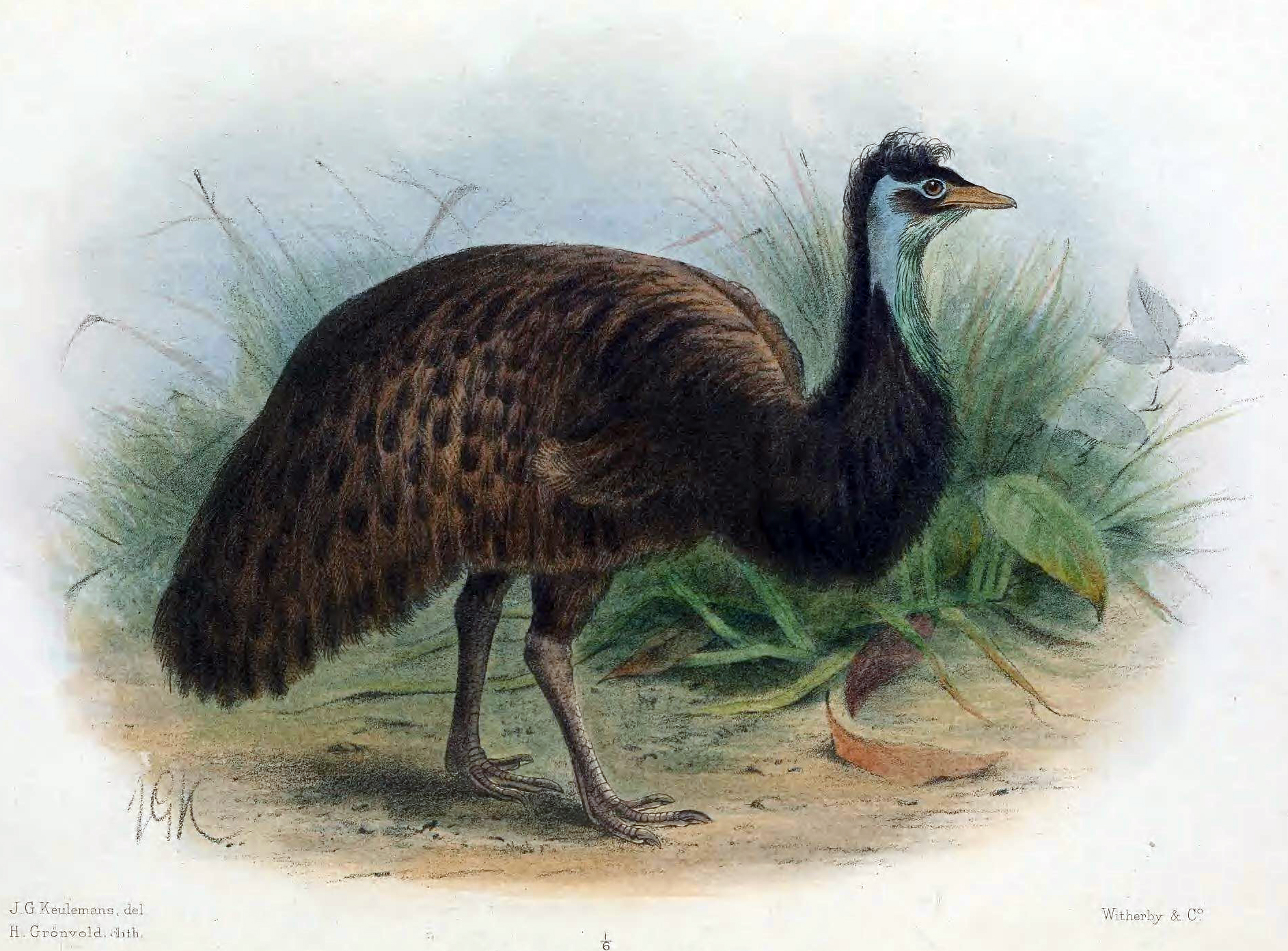
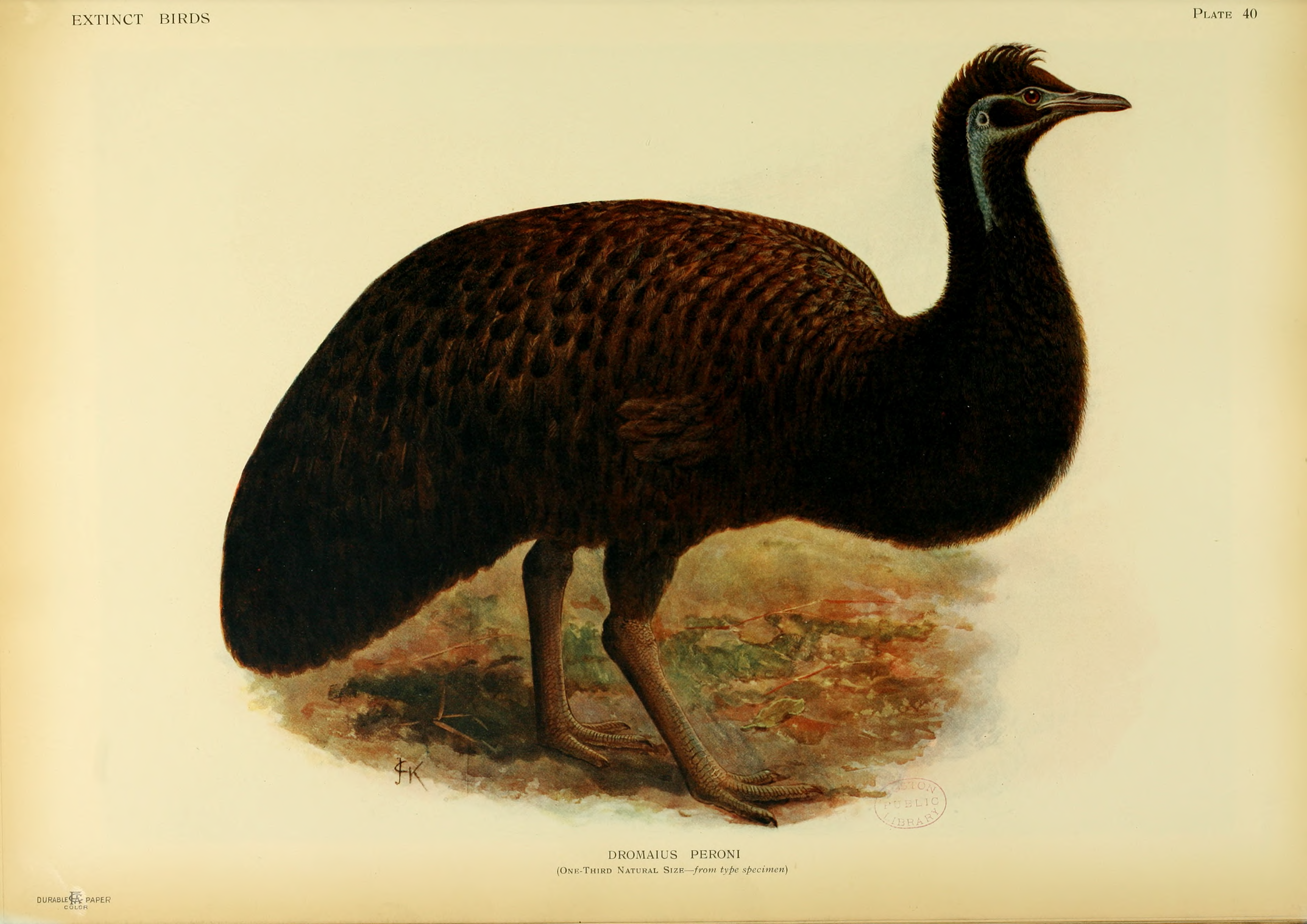
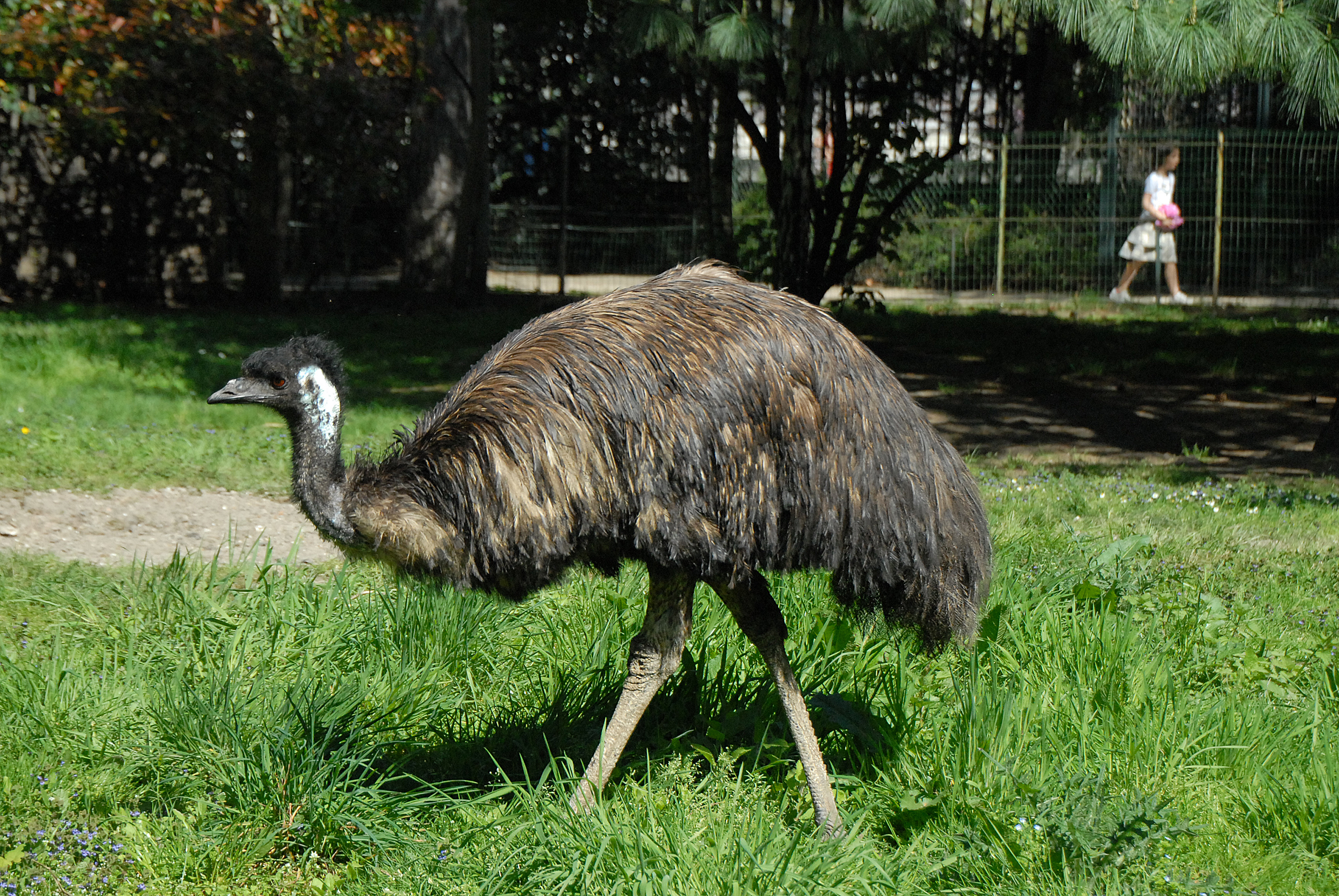
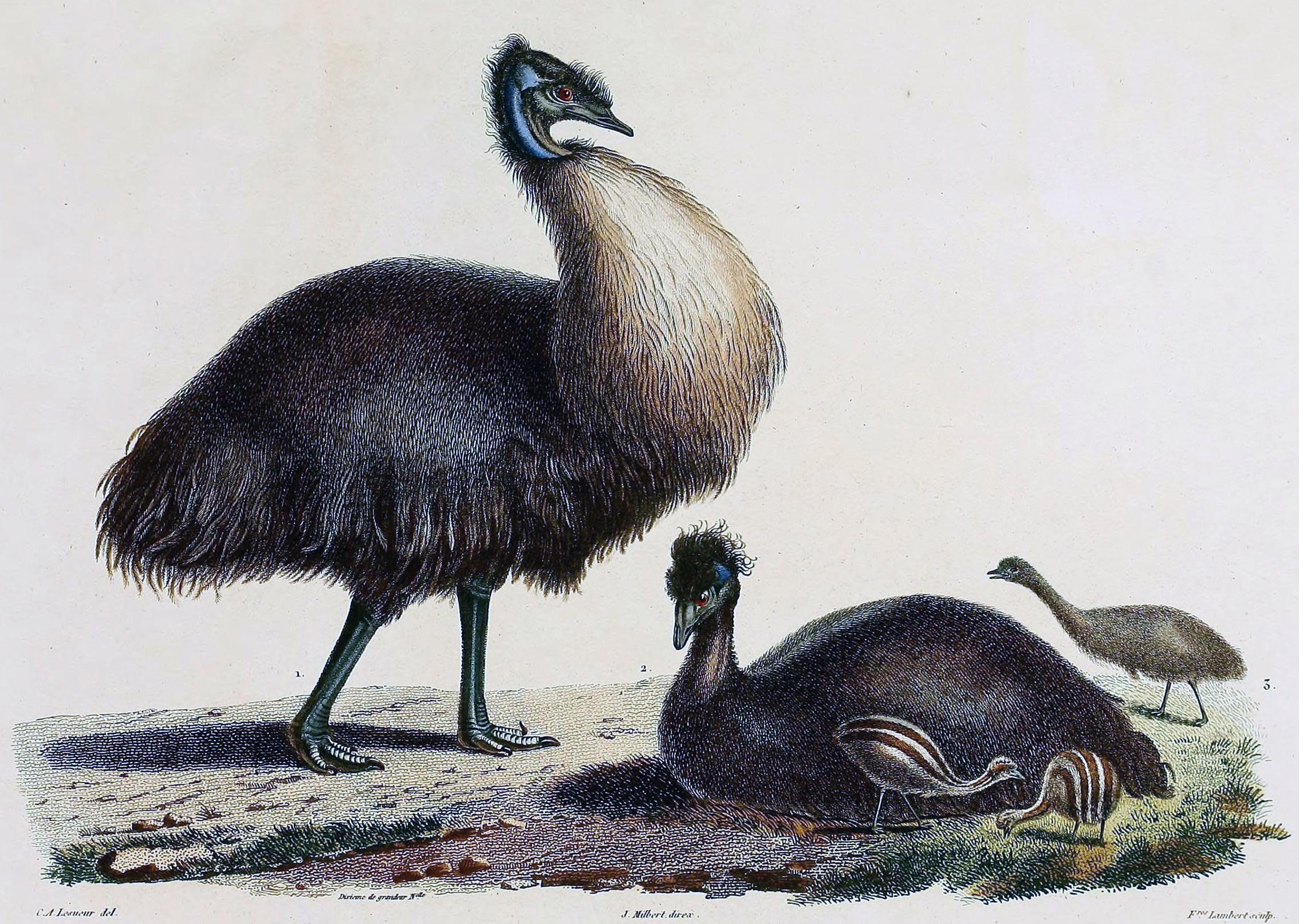